# مونبوغ إنترتينمنت
مونبوغ إنترتينمنت (بالإنجليزية: Moonbug Entertainment)‏ هي شركة إعلامية بريطانية للأطفال وشبكة متعددة القنوات تأسست سنة 2018. ومقرها يقع في لندن، المملكة المتحدة. ولها مكتب خارجيٍ في لوس أنجلوس، الولايات المتحدة. تقوم الشركة بإنتاج وتوزيع مقاطع الفيديو والصوت الموجهة للأطفال. الشركة حالياً مملوكة لشركة كاندل ميديا (بالإنجليزية: Candle Media)‏. تمتلك مونبوغ قنوات يوتيوب بما في ذلك قناة كوكوميلون وليتل بيبي بوم وملعب ماجيك ميا وقناة بلبي.

## وصلات خارجية
- الموقع الرسمي